# ディニス1世 (ポルトガル王)
ディニス1世（Dinis I または Diniz I, 1261年10月9日 - 1325年1月7日）は、第6代ポルトガル王（在位：1279年 - 1325年）。アフォンソ3世と2番目の王妃ベアトリス・デ・カスティーリャ（カスティーリャ王アルフォンソ10世の庶子）の長男。農民王（O Lavrador）の異名で知られている。

## 生涯
ポルトガル最南端のアルガルヴェ地方はカスティーリャとポルトガルが所有権を争っていた場所だが、1263年に父アフォンソ3世と外祖父アルフォンソ10世が話し合い締結された両国の協定で、アルガルヴェは2歳と幼いディニスが受け取ることになった。1267年のバダホス条約で正式にアルガルヴェはポルトガル領と認められ、30年後の1297年に結ばれたアルカニセス条約で現在まで続くカスティーリャとポルトガルの国境が画定された。
1279年に即位してからは王権強化と貴族・聖職者の権力抑制に動き出し、王領検地（インキリサン）をたびたび行い（1284年、1301年、1303年、1307年）、ポルトガル大半の土地を把握した。これにより土地台帳を作成出来ただけでなく、貴族の領主裁判権を制限、相続を改めて確認する所領安堵を確立し王権強化に役立った。一方、教会とは1289年に妥協が成立している。
ディニス1世は、従来ラテン語を用いた公文書をポルトガル語にするよう決定し、リスボンにエストゥード・ジェラル（一般教養学院）を創設した。コインブラ大学の前身である。1290年、教皇勅書により大学となり、ポルトガル語の文法、教会法、民法、医学を教えた。
王国南部に広大な領土を抱える騎士修道会にも介入、1288年にポルトガル国内のレコンキスタに貢献したサンティアゴ騎士団をカスティーリャから切り離し独立させた。一方、テンプル騎士団は1312年にフランス王フィリップ4世に取りつぶされていたので、ディニス1世は教皇から新しい宗教騎士団イエス・キリスト騎士団の創設許可を取り付け、テンプル騎士団がポルトガル国内に所有していた財産を譲り受けることに成功した。大航海時代にこの騎士団の総長を務めたのがエンリケ航海王子であり、アフリカ西海岸探検航海の経費はこの騎士団の財産と収入で賄われた。
王は貴族たちに「我々は騎士であるとともに、所有する土地の耕作者であることを名誉とすべきである」と説き、沼沢の干拓、荒れ地の開拓によって整備した農地に果樹、ぶどうを植えさせた。また、レイリアの海岸に、海岸の砂の飛来を防ぐ防風林として松を植えさせた。後年この松林は、大航海時代に活躍したポルトガル船の建造に役立った。
漁業では、捕鯨とマグロ漁を始めさせ、ポルトガル漁民がイングランド領海で出漁することをイングランドに認めさせた。
また商業発展のため、国内各地に課税免除の「自由市」を作り国内交易の発展を促した。外国貿易にも目を向け穀物、オリーブ油、ワイン、塩、塩漬け魚の輸出に力を入れ、フランドル、フランス、イングランド、イタリアとの貿易を振興した。イスラム教世界との交易も行われ（禁令はあったが無視されていた）、金貨・銀貨が通貨として流通していく中、リスボンとポルトがフランドル・地中海間の中継港として繁栄する一方、海賊の横行も問題になり、1317年、ジェノヴァからマヌエル・ペサーニャ（イタリア名エマヌエーレ・ペサーノ）を招聘して商船隊長官とし、航海技術指導に当たらせた。これがポルトガル海軍の創設である。1293年に海難事故に備えて商人の共同基金を認可、海上保険も創設され海運は大いに発達した。
ポルトガル文学でも変化が見られ、フランス南部発祥のトルバドゥールに影響されたカンティガがポルトガルで流行、ガリシア・ポルトガル語で記録され出した。ディニス1世も詩人として百以上の作品を残している。
治世全般でポルトガルに安定をもたらしたディニス1世だったが、アレンテージョに多くの領地を持つ弟アフォンソとは仲が悪く、王位継承権を主張した彼が1281年、1287年、1299年に反対派を集め3度も反乱を起こした。これらは成功しなかったが、晩年、ディニス1世が庶出の王子をかわいがる姿を危惧したアフォンソ王子は譲位を迫ったが、王が拒否したため、1320年に反乱を起こした。戦いは4年続いたが王妃イザベルが仲裁に入り、1324年に和解した。翌1325年にディニス1世は63歳で死去、王子はアフォンソ4世として即位した。

## 聖女とうたわれた王妃
ディニス1世は、1282年にアラゴン王ペドロ3世の王女イサベル（イザベル）と結婚した。王妃は慈悲深く、常日頃から国民への奉仕を怠らなかった。伝説によると、ある日、かごにパンを入れて貧しい人々を訪ねようと、王宮を出ようとしていた王妃を王が見とがめると、王妃は「これはバラが入っているのです」と王の追及をかわそうとした。王がかごにかけられた布を取ると、中には赤いバラが入っていたという。1625年、和解の美徳と慈悲により、聖人として認定された。コインブラの守護聖人となっている。

## 子女
王妃イサベルとの間には1男1女が生まれている。
- コンスタンサ（1290年 - 1313年） - カスティーリャ王フェルナンド4世の王妃
- アフォンソ4世（1291年 - 1357年） - ポルトガル王

また、複数の愛妾との間に数名の庶子がいる。
マリア・ピレスとの庶子
- ジョアン・アフォンソ（1280年頃 - 1325年） - ロウザン領主

マリーニャ・ゴメス（1260年頃生）との庶子
- マリア・アフォンソ（1290年 - 1340年以降） - フアン・アルフォンソ・デ・ラ・セルダ（1295年 - 1347年）と結婚

ブランカ・ローレンソ・デ・ヴァラダレスとの庶子
- マリア・アフォンソ（1302年 - 1320年） - オディヴェーラスの修道女

グレイシア・フロエス（1265年頃生）との庶子
- ペドロ・アフォンソ（1287年 - 1354年） - 3代バルセロス伯

アルドンサ・ロドリゲス・タルハ（1260年頃生）との庶子
- アフォンソ・サンシェス（1289年頃 - 1329年） - アルブケルケ領主

母不明の庶子
- フェルナン・サンシェス（1280年頃 - 1329年）